# Henioca
Henioca (Henioche, Ἡνιόχη) fou filla de Creont de Tebes, i tenia una estàtua dedicada a l'entrada del temple de l'Apol·lo Ismeni a Tebes, juntament amb l'estàtua de la seva germana Pirra (Pyrrha). Hesíode esmenta també a la dona de Creont, de nom Eurídice. De la causa de la seva celebritat no es diu res.